# Paulinho (calciatore 1985)
Paulo Dinarte Gouveia Pestana, meglio noto come Paulinho (Funchal, 30 gennaio 1985), è un ex calciatore portoghese, di ruolo centrocampista.

## Carriera

### Club

#### Maritimo, Onisillos Sotira e Progresul Bucarest
Nato a Funchal, nell'isola di Madera, in Portogallo inizia a giocare nella squadra della sua città, il Marítimo, facendo il suo esordio nel calcio il 13 novembre 2004 nell'1-1 casalingo di campionato contro il Benfica. Nelle prime due stagioni ottiene 7 presenze nel massimo campionato portoghese, alla terza viene retrocesso nel Marítimo B, la squadra filiale. In seguito gioca per una stagione nella seconda serie cipriota all'Onīsilos Sōtīra e per una e mezza in quella rumena al Progresul Bucarest.

#### Astra Ploiesti
A marzo 2009 passa all'Astra Ploiești, con cui esordisce nella stagione successiva, il 2 agosto, alla prima di campionato, in casa contro il Pandurii, sfida persa per 1-0. La prima rete in carriera arriva il 3 ottobre nella sconfitta esterna per 3-1 contro il Vaslui in Liga I, nella quale realizza il momentaneo 2-1. Resta 4 stagioni nelle quali raccoglie 48 presenze e 8 gol.

#### Concordia Chiajna
A fine mercato invernale 2012 viene acquistato dal Concordia Chiajna, con cui trova spazio solo a fine campionato, debuttando il 3 maggio, nella vittoria esterna per 3-1 contro il Mioveni in campionato, nella quale realizza anche il momentaneo 1-1. Ottiene un totale di 6 presenze e realizza 3 gol.

#### U Cluj
Nella stagione successiva cambia la sua quarta squadra rumena, andando all'U Cluj. Esordisce il 20 luglio 2012 nella sconfitta per 6-2 sul campo del Pandurii in campionato. Segna le sue prime reti il 2 settembre, realizzando una doppietta nel 2-0 esterno contro il Concordia Chiajna, sua ex squadra. In 6 mesi di permanenza gioca 17 gare segnando in 3 di esse.

#### Goztepe
A gennaio 2013 passa ai turchi del Göztepe, in seconda serie, debuttando il 10 marzo in campionato, nella sconfitta esterna per 2-1 contro l'Adanaspor. Il 23 dello stesso mese segna il primo gol, decisivo nella vittoria per 1-0 sul campo del Manisaspor in 1. Lig. Termina il prestito dopo aver giocato 5 volte e segnato una.

#### Pandurii Targu Jiu
Dopo mezza stagione torna in Romania, al Pandurii, con il quale fa il suo esordio nelle coppe europee, il 19 settembre 2013 nella sconfitta interna per 1-0 nel girone di Europa League contro il Dnipro. Scenderà in campo solo 5 volte prima di svincolarsi ad aprile.

#### Otelul Galati e Limianos
Ad agosto 2014 firma con l'Oțelul Galați, con cui gioca però soltanto una volta, il 17 agosto, nella sconfitta per 1-0 in casa contro il Botoșani in campionato, prima di rescindere e tornare in Portogallo, al Limianos, in terza serie, nel quale resta una stagione e mezza ottenendo 10 presenze e 2 gol alla seconda stagione.

#### Berceni e Pro Italia Galatina
A metà stagione 2015-2016 torna di nuovo in Romania, al Berceni, in seconda serie, esordendo il 27 febbraio 2016 nella vittoria per 2-1 sul campo del Rapid Suceava in campionato, nella quale segna anche un gol, quello del momentaneo 1-0. Nei 6 mesi di permanenza gioca 7 volte, segnando 1 gol, tra stagione regolare e play-out. Nell'estate 2016 si trasferisce in Italia, ai pugliesi della Pro Italia Galatina, in Eccellenza.

## Statistiche

### Presenze nei club
Statistiche aggiornate al 29 aprile 2016.
| Stagione              | Squadra               | Campionato            | Campionato | Campionato | Coppe nazionali | Coppe nazionali | Coppe nazionali | Coppe continentali | Coppe continentali | Coppe continentali | Altre coppe | Altre coppe | Altre coppe | Totale | Totale | Totale |
| Stagione              | Squadra               | Comp                  | Pres       | Reti       | Comp            | Pres            | Reti            | Comp               | Pres               | Reti               | Comp        | Pres        | Reti        | Pres   | Reti   |        |
| --------------------- | --------------------- | --------------------- | ---------- | ---------- | --------------- | --------------- | --------------- | ------------------ | ------------------ | ------------------ | ----------- | ----------- | ----------- | ------ | ------ | ------ |
| 2004-2005             | Marítimo              | PL                    | 4          | 0          | TdP             | 0               | 0               | -                  | -                  | -                  | -           | -           | -           | 4      | 0      |        |
| 2005-2006             | Marítimo              | PL                    | 3          | 0          | TdP             | 0               | 0               | -                  | -                  | -                  | -           | -           | -           | 3      | 0      |        |
| Totale Maritimo       | Totale Maritimo       | Totale Maritimo       | 7          | 0          | -               | 0               | 0               | -                  | -                  | -                  | -           | -           | -           | 7      | 0      |        |
| 2007-2008             | Onīsilos Sōtīra       | BK                    | ?          | ?          | KK              | ?               | ?               | -                  | -                  | -                  | -           | -           | -           | ?      | ?      |        |
| 2008-mar. 2009        | Progresul Bucarest    | LII                   | ?          | 4          | CR              | ?               | ?               | -                  | -                  | -                  | -           | -           | -           | ?      | 4      |        |
| mar.-giu. 2009        | Astra Ploiești        | LII                   | ?          | 5          | -               | -               | -               | -                  | -                  | -                  | -           | -           | -           | ?      | 5      |        |
| 2009-2010             | Astra Ploiești        | LI                    | 28         | 2          | CR              | 1               | 0               | -                  | -                  | -                  | -           | -           | -           | 29     | 2      |        |
| 2010-2011             | Astra Ploiești        | LI                    | 18         | 1          | CR              | 1               | 0               | -                  | -                  | -                  | -           | -           | -           | 19     | 1      |        |
| 2011-feb. 2012        | Astra Ploiești        | LI                    | ?          | ?          | CR              | ?               | ?               | -                  | -                  | -                  | -           | -           | -           | ?      | ?      |        |
| Totale Astra Ploiesti | Totale Astra Ploiesti | Totale Astra Ploiesti | 46         | 8          | -               | 2               | 0               | -                  | -                  | -                  | -           | -           | -           | 48     | 8      |        |
| feb.-giu. 2012        | Concordia Chiajna     | LI                    | 6          | 3          | -               | -               | -               | -                  | -                  | -                  | -           | -           | -           | 6      | 3      |        |
| 2012-gen. 2013        | U Cluj                | LI                    | 17         | 3          | CR              | 0               | 0               | -                  | -                  | -                  | -           | -           | -           | 17     | 3      |        |
| gen.-giu. 2013        | Göztepe               | 1. L                  | 5          | 1          | -               | -               | -               | -                  | -                  | -                  | -           | -           | -           | 5      | 1      |        |
| 2013-2014             | Pandurii              | LI                    | 2          | 0          | CR              | 1               | 0               | UEL                | 2                  | 0                  | -           | -           | -           | 5      | 0      |        |
| ago. 2014             | Oțelul Galați         | LI                    | 1          | 0          | CR+CL           | 0+0             | 0+0             | -                  | -                  | -                  | -           | -           | -           | 1      | 0      |        |
| ago. 2014-2015        | Limianos              | CNdS                  | ?          | ?          | TdP             | ?               | ?               | -                  | -                  | -                  | -           | -           | -           | ?      | ?      |        |
| 2015-gen. 2016        | Limianos              | CNdS                  | 10         | 2          | TdP             | ?               | ?               | -                  | -                  | -                  | -           | -           | -           | 10     | 2      |        |
| Totale Limianos       | Totale Limianos       | Totale Limianos       | 10         | 2          | -               | ?               | ?               | -                  | -                  | -                  | -           | -           | -           | 10     | 2      |        |
| gen.-giu. 2016        | Berceni               | LII                   | 4+3        | 1          | -               | -               | -               | -                  | -                  | -                  | -           | -           | -           | 7      | 1      |        |
| 2016-2017             | Pro Italia Galatina   | E                     | ?          | ?          | CIDP            | ?               | ?               | -                  | -                  | -                  | -           | -           | -           | ?      | ?      |        |
| Totale carriera       | Totale carriera       | Totale carriera       | 101        | 22         | -               | 3               | 0               | -                  | 2                  | 0                  | -           | -           | -           | 106    | 22     |        |